# Balsas (Piura)
Balsas es una localidad peruana ubicada en el distrito de Suyo, perteneciente a la provincia de Ayabaca del departamento de Piura, al norte del Perú. 

## Ubicación
Balsas se ubica al noroeste de la provincia de Ayabaca, en el distrito de Suyo, en el departamento de Piura. Se ubica muy cerca a la frontera ecuatoriana-peruana.

## Demografía
En 2017 Balsas tenía una población de 7 habitantes.